# Laneuville-au-Pont
Laneuville-au-Pont település Franciaországban, Haute-Marne megyében. Lakosainak száma 233 fő (2022. január 1.). Laneuville-au-Pont Ambrières, Éclaron-Braucourt-Sainte-Livière, Hallignicourt, Moëslains és Saint-Dizier községekkel határos.

## Népesség
A település népességének változása:
| Lakosok száma | 84   | 194  | 207  | 181  | 190  | 200  | 209  | 216  | 222  | 233  |
|               | 1968 | 1982 | 1990 | 2006 | 2013 | 2015 | 2017 | 2019 | 2020 | 2022 |